# Station Château d'Ardenne
Station Château d'Ardenne is een voormalige spoorweghalte langs spoorlijn 166 (Dinant - Bertrix) in de gemeente Houyet. De halte bevindt zich net ten noorden van de tunnel van Ardenne en bij een van de vele spoorwegviaducten over de Lesse.
Vroeger heette deze halte "Halte Royale d'Ardenne", wat verwijst naar het Château Royal d'Ardenne, dat in 1874 werd opgetrokken door koning Leopold II. Hij wilde van Houyet het toeristische centrum van België maken, en liet het kasteel ombouwen tot een luxueus hotel voor koningen en voor de rijken van de wereld. Vanaf 1 januari 1898 werd het hotel uitgebaat door de Compagnie Internationale des Wagons-Lits.
Na de aanleg van de spoorlijn tussen station Gendron-Celles en station Houyet, die werd geopend op 1 april 1896, werd hier een spoorweghalte aangelegd om de gasten voor het luxehotel te kunnen ontvangen. Vlak naast de sporen werd een gekanteeld torentje op een ronde omwalling gebouwd. De omwalling is in feite de weg die door het bos naar het kasteeldomein leidt, aangelegd in een cirkelvorm rond het torentje. Verschillende gebouwen van het kasteeldomein werden in de jaren 1970 afgebroken, maar het "stationsgebouw" bleef bestaan.
Het station werd gesloten in 1919, toen het luxehotel tijdens de Eerste Wereldoorlog heel wat schade had geleden en gesloten werd. In 1921 werd het hotel terug geopend, maar het station bleef voorgoed gesloten.

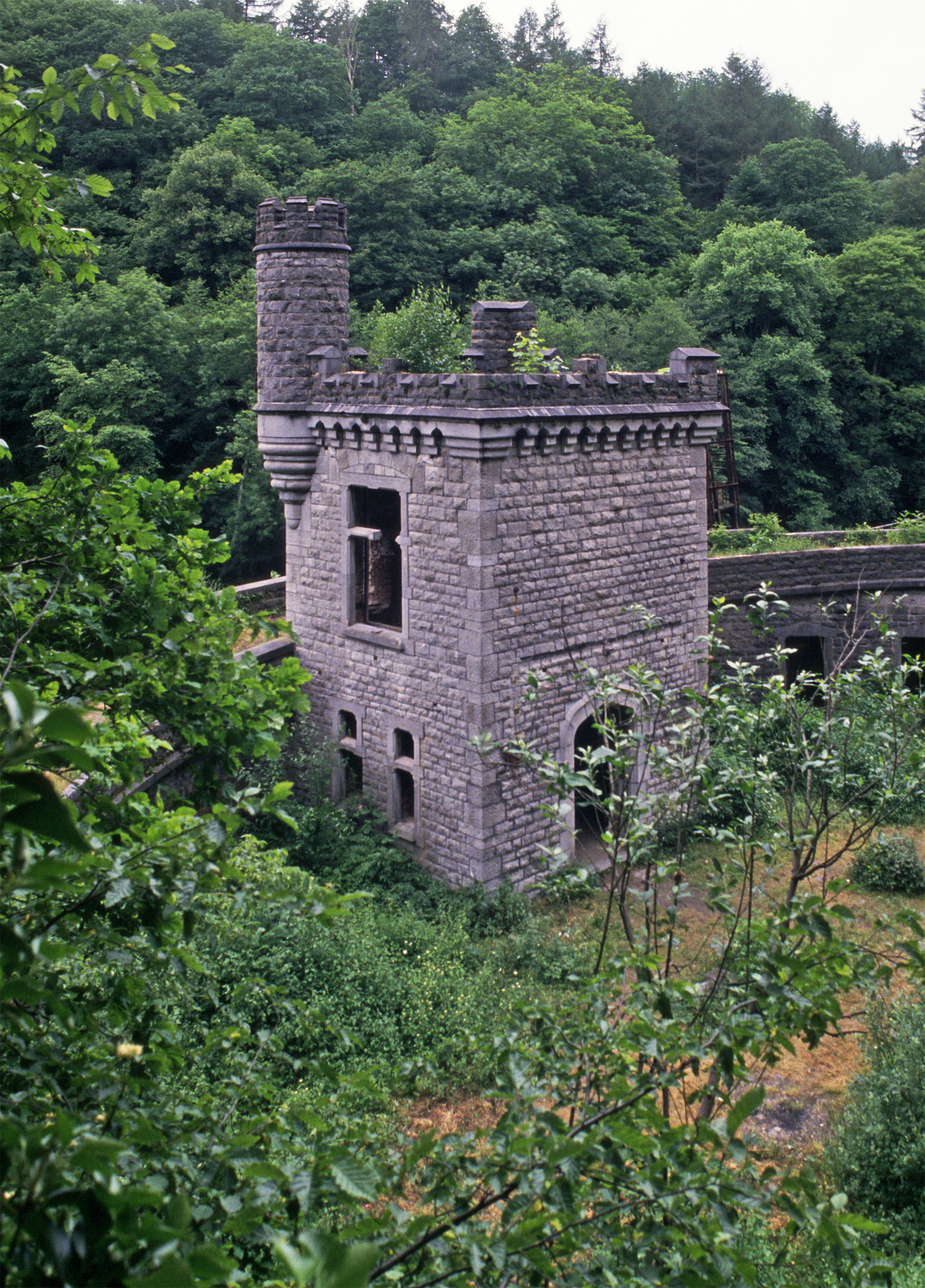
Het station Château d'Ardenne in 1990
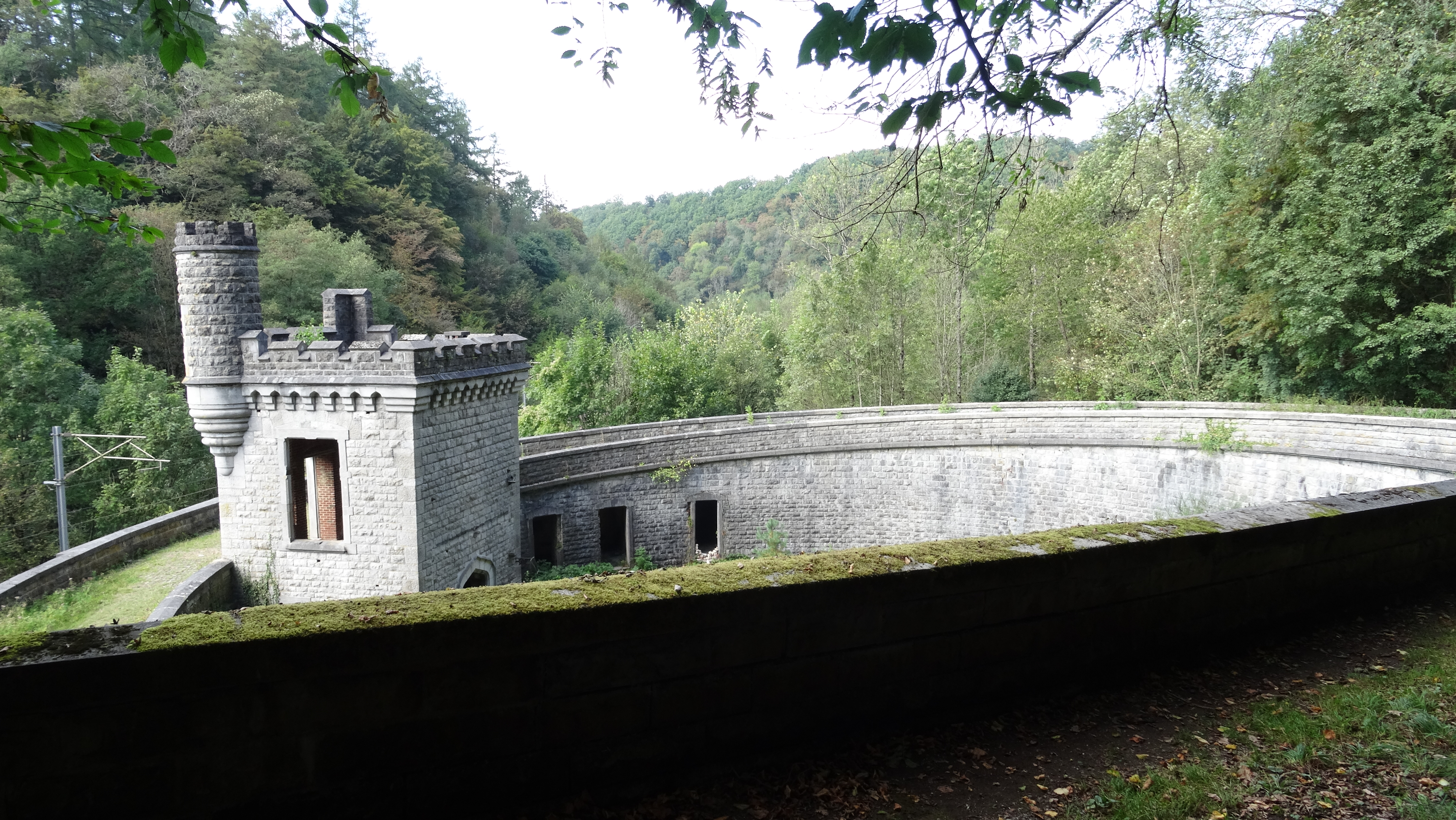
In 2016.

0,0: Tamines ·
2,7: Falisolle ·
5,6: Aisemont ·
10,5: Fosses-la-Ville ·
13,3: Bambois ·
17,4: Saint-Gérard ·
20,7: Mettet ·
24,3: Furneaux ·
25,3: Ermeton-sur-Biert ·
28,2: Maredret ·
29,8: Denée-Maredsous ·
31,3: Sosoye ·
32,8: Falaën ·
35,1: Haut-le-Wastia ·
37,4: Warnant ·
40,3: Anhée ·
41,4: Anhée-Jonction ·
Bouvignes-sur-Meuse ·
Dinant ·
Neffe ·
Anseremme ·
Walzin ·
Gendron-Celles ·
Château d'Ardenne ·
0,0: Houyet ·
3,7: Hour-Havenne ·
5,1: Wanlin ·
8,2: Vignée ·
11,1: Villers-sur-Lesse ·
15,3: Eprave ·
19,3: Rochefort ·
23,1: Jemelle
2,2: Anseremme ·
4,7: Walzin ·
7,2: Gendron-Celles ·
10,4: Château d'Ardenne ·
12,2: Houyet ·
17,5: Wiesme ·
22,2: Beauraing ·
25,0: Martouzin ·
27,2: Pondrôme ·
31,3: Thanville ·
35,3: Vonêche ·
37,0: Gedinne ·
45,4: Louette-Saint-Denis ·
49,3: Bièvre ·
51,6: Graide ·
55,2: Carlsbourg ·
56,3: Merny ·
58,2: Paliseul ·
60,3: Nollevaux ·
61,5: Offagne ·
65,2: Glaumont ·
68,3: Burhaimont ·
70,2: Bertrix